# Foundations of Burden
| Đánh giá chuyên môn  | Đánh giá chuyên môn |
| Điểm trung bình      | Điểm trung bình     |
| Nguồn                | Đánh giá            |
| -------------------- | ------------------- |
| Metacritic           | 88/100              |
| Nguồn đánh giá       |                     |
| Nguồn                | Đánh giá            |
| Pitchfork Media      | (8.6/10)            |
| The A.V. Club        | (A)                 |
| Exclaim!             | (9/10)              |
| The Austin Chronicle |                     |
| AbsolutePunk         | (8.8/10)            |
| Paste                | (8.2/10)            |
| No Ripchord          | (8/10)              |
| musicOMH             |                     |
| AllMusic             |                     |
| The Line of Best Fit | (8/10)              |
| The Quietus          | (Favourable)        |
| PopMatters           | (7/10)              |
| Tiny Mix Tapes       |                     |

Foundations of Burden là album phòng thu thứ hai của ban nhạc doom metal Pallbearer. Nó được phát hành ngày 19 tháng 8 năm 2014 bởi Profound Lore Records. Vào ngày 24 tháng 6 năm 2014, bài hát "The Ghost I Used To Be" được cho nghe trên NPR, và được cho tải kỹ thuật số từ bancamp của ban nhạc.

## Danh sách bài hát
Tất cả bài hát được sáng tác và soạn bởi Pallbearer.
1. "Worlds Apart" - 10:17
2. "Foundations" - 8:42
3. "Watcher in the Dark" - 10:40
4. "The Ghost I Used to Be" - 10:17
5. "Ashes" - 3:19
6. "Vanished" - 11:42

## Thành phần tham gia
- Brett Campbell - hát chính, guitar, soạn nhạc, viết lời
- Devin Holt - guitar, hát bài 1 & 3
- Joseph D. Rowland - bass guitar, piano/Rhodes/analog synthesizer, hát bài 1, 4, 5, viết lời, soạn
- Mark Lierly - trống
- Billy Anderson - kỉ thuật viên, nhà sản xuất
- Chimere Noire - bố trí
- Erin Pierce - bìa đĩa
- Rohan Sforcina - trợ lý phòng thu
- Justin Weis - quản lý
- Diana Lee Zadlo - chụp ảnh ban nhạc

## Bảng xếp hạng
| Bảng xếp hạng (2014)            | Vị trí cao nhất |
| ------------------------------- | --------------- |
| US Billboard 200                | 90              |
| US Billboard Hard Rock Albums   | 10              |
| US Billboard Independent Albums | 14              |